# Colubrina triflora
Colubrina triflora là một loài thực vật có hoa trong họ Táo. Loài này được Brongn. ex Sweet mô tả khoa học đầu tiên năm 1830.